# Мичурин, Николай Иванович
Николай Иванович Мичурин (7 июля 1873, Козлов (ныне — Мичуринск), Тамбовская губерния, Российская империя —19 июня 1964, Ленинград, СССР) — советский актёр. Заслуженный артист РСФСР (1948). Сын Ивана Владимировича Мичурина.

## Биография
Русский, советский актёр. Родился 7 июля 1873 в г. Козлове (ныне — Мичуринск) Тамбовской губернии. В Казани окончил реальное училище. С 1894 был актером театра г.г. Гродно, Вильно, Витебска и многих других провинциальных театров. С 1926 был актером Ленинградского Большого драматического театра. С 1927 снимался в кино. 19 июня 1964 скончался в Ленинграде.
Заслуженный артист РСФСР (1948).

## Фильмография
1. 1927 — С. В. Д. (Союз великого дела)
2. 1928 — Гафир и Мариам (короткометражный) — Убей-Кобылин
3. 1929 — Конница скачет — Ян Падура, трактирщик и церковный староста
4. 1929 — Смертный номер — директор треста
5. 1929 — Транспорт огня — Вурт
6. 1930 — Поворот — Трухин, бывший землевладелец
7. 1931 — Златые горы — Николай Иванович, мастер
8. 1932 — Встречный — мастер
9. 1932 — Для вас найдётся работа
10. 1932 — Счастье
11. 1932 — Тайна Кара-Тау — работник завода (нет в титрах)
12. 1933 — Частный случай — Тимофей Журба
13. 1934 — Песнь о счастьи — Иван Никитич Лебедев, лесопромышленник
14. 1935 — Конец полустанка — мастер завода
15. 1935 — Три товарища — делец
16. 1936 — Ай-Гуль — Лу Си-Я, китайский купец
17. 1936 — Дети капитана Гранта — хозяин отеля
18. 1937 — Остров сокровищ — Израэль Гандс
19. 1937 — Ущелье Аламасов — хозяин балагана
20. 1937 — Пётр Первый — Макаров, кабинет-секретарь
21. 1938 — На границе — Никодим Панкратович Губин
22. 1939 — Золотой ключик — Сандро, хозяин харчевни «Трёх Пескарей»
23. 1942 — Боевой киносборник № 10 — старик, слушающий радио
24. 1942 — Котовский — уголовник
25. 1947 — Золушка — волшебник

## Признание и награды
- Заслуженный артист РСФСР (1948).